# Celama pycnographa
Celama pycnographa är en fjärilsart som beskrevs av Turner 1944. Celama pycnographa ingår i släktet Celama och familjen trågspinnare. Inga underarter finns listade i Catalogue of Life.